# سامانتا ریچاردز
سامانتا ریچاردز (انگلیسی: Samantha Richards؛ زادهٔ ۲۴ فوریهٔ ۱۹۸۳) بازیکن بسکتبال اهل استرالیا است.
وی در مسابقات کشوری و بین‌المللی در مجموع برندهٔ ۱ مدال برنز شده‌است.